# Charles DeLong

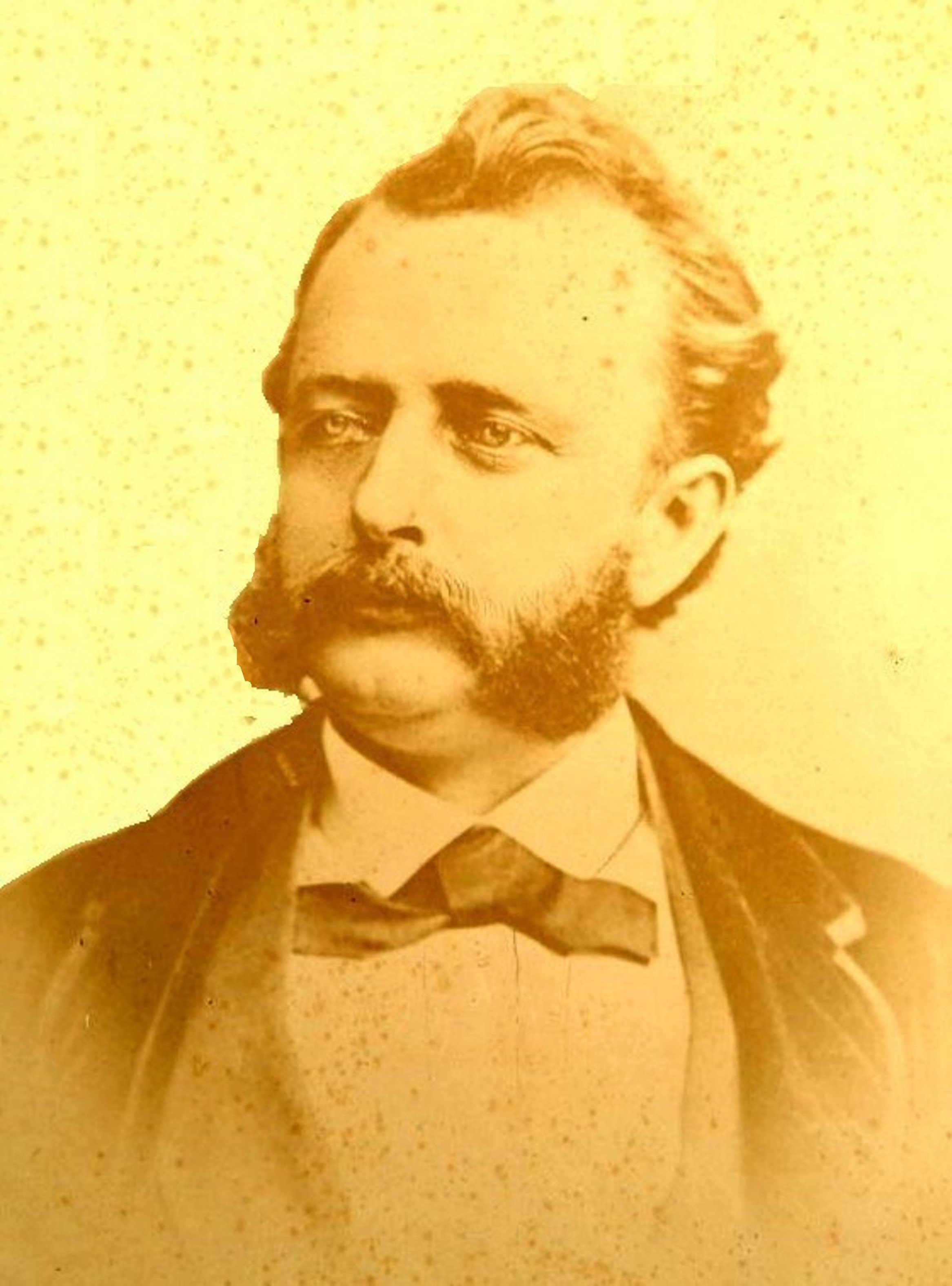
Charles DeLong

Charles Egbert DeLong (geboren 13. August 1832 in Beekman, New York; gestorben 26. Oktober 1876 in Virginia City, Nevada) war ein US-amerikanischer Politiker und Diplomat, der einige Jahre in Japan tätig war.

## Leben und Wirken

### Frühe Jahre
Charles DeLong ging als junger Mann nach Kalifornien, wo der Goldabbau in Blüte stand, und arbeitete als Bergmann. Schließlich trat er in die Politik ein und wurde 1858 als Republikaner Mitglied der California State Assembly. Im Jahr 1863 zog er ins Nevada-Territorium, wo ein neues Bergbaugebiet eröffnet worden war, und bewarb sich dort später zweimal erfolglos um einen Sitz im US-Senat. Er hatte nur eine geringe formale Ausbildung und war Autodidakt bei seinem Werdegang zum Anwalt.
Als Belohnung für seine Bemühungen beim Aufbau der Grant-Verwaltung wurde Delong im April 1869 zum Bevollmächtigten für Japan ernannt und trat sein Amt im September 1869 an. Am 14. Juli 1870 wurde er in den Rang eines außerordentlichen und bevollmächtigten Ministers erhoben, womit er einem diplomatischen Vertreter eines europäischen Landes gleichkam. Es gab jedoch immer noch nur einen niederländischen Dolmetscher, der in der Gesandtschaft arbeitete. Ein ehemaliger Bergmannsfreund wurde als Sekretär hinzugezogen, aber der musste entlassen werden, weil keine Erlaubnis vom Außenministerium vorlag. Der Dolmetscher wurde nach einer Schlägerei entlassen. So war er eine Weile damit beschäftigt, selbst Dokumente zu erstellen. Unter solch widrigen Umständen nutzten die Vereinigten Staaten, während sie an der Grundpolitik der internationalen Zusammenarbeit festhielten, jede Gelegenheit, ihren Einfluss auszuweiten, und erhob in den Wirren der Meiji-Restauration viele zweifelhafte Ansprüche gegen Japan und forderten Zahlungen.

### Spätere Jahre
Im Juli 1871 führte DeLong, zusammen mit dem Fabrikanten von Holzmöbeln Robert W. Irwin, die Verhandlungen im Namen der hawaiianischen Regierung für einen Handels- und Freundschaftsvertrag zwischen Hawaii und Japan und führte das zu einem erfolgreichen Abschluss. Als Vertreter der Vereinigten Staaten bestätigte er den Anspruch Japans auf Ryūkyū- und Ogasawara-Inseln. Von November desselben Jahres bis zum darauffolgenden Jahr begleitete er die Iwakura-Mission und kehrte dann auf eigene Kosten, zusammen mit seinem Neffen als Gesandtschaftssekretär, nach Japan zurück. Er nahm dann an den Diskussionen über die Überarbeitung des Vertrags zum diplomatischen Status von Japan teil.
Aufgrund DeLongs Eingreifens in den Maria-Luz-Zwischenfall, seiner Sympathien für den Plan Japans zur Eroberung Taiwans und seiner Förderung der Erneuerung des Konsuls in Amoy verlor er völlig seine Glaubwürdigkeit beim Außenministerium. 1873 wurde seine Abberufung beschlossen, als die Grant-Regierung ihre zweite Amtszeit antrat. So verließ er Japan am 20. Mai. Sein Neffe wurde ebenfalls entlassen, nachdem festgestellt wurde, dass er keine Ausbildung hatte.